# Nassim Boujellab
Nassim Boujellab (in arabo نسيم بوجلاب‎?; Hagen, 20 giugno 1999) è un calciatore marocchino con cittadinanza tedesca, centrocampista dell'Havelse.

## Caratteristiche tecniche
È un mediano.

## Carriera

### Club
Cresciuto nel settore giovanile dello Schalke 04, ha esordito in prima squadra il 31 marzo 2019 disputando l'incontro di Bundesliga vinto 1-0 contro l'Hannover 96.
Il 25 luglio 2021 viene ceduto in prestito all'Ingolstadt 04.
Il 1º marzo 2022 viene ceduto in prestito all'HJK.

### Nazionale
Ha giocato nella nazionale marocchina Under-23.
Il 9 ottobre 2020 debutta con la nazionale maggiore marocchina nel successo per 3-1 in amichevole contro il Senegal.

## Statistiche
Statistiche aggiornate al 3 ottobre 2020.

### Presenze e reti nei club
| Stagione        | Squadra         | Campionato      | Campionato | Campionato | Coppe nazionali | Coppe nazionali | Coppe nazionali | Coppe continentali | Coppe continentali | Coppe continentali | Altre coppe | Altre coppe | Altre coppe | Totale | Totale | Totale |
| Stagione        | Squadra         | Comp            | Pres       | Reti       | Comp            | Pres            | Reti            | Comp               | Pres               | Reti               | Comp        | Pres        | Reti        | Pres   | Reti   |        |
| --------------- | --------------- | --------------- | ---------- | ---------- | --------------- | --------------- | --------------- | ------------------ | ------------------ | ------------------ | ----------- | ----------- | ----------- | ------ | ------ | ------ |
| 2018-2019       | Schalke 04      | BL              | 7          | 0          | CG              | 1               | 0               | UCL                | 0                  | 0                  |             | -           | -           | 8      | 0      |        |
| 2019-2020       | Schalke 04      | BL              | 11         | 0          | CG              | 2               | 0               | -                  | -                  | -                  | -           | -           | -           | 13     | 0      |        |
| 2020-2021       | Schalke 04      | BL              | 12         | 1          | CG              | 1               | 0               | -                  | -                  | -                  | -           | -           | -           | 13     | 1      |        |
| Totale carriera | Totale carriera | Totale carriera | 30         | 1          |                 | 4               | 0               |                    | 0                  | 0                  |             | -           | -           | 34     | 1      |        |

## Palmarès

### Club

#### Competizioni nazionali
- Campionato finlandese: 1

HJK: 2022
- 3. Liga: 1

Arminia Bielefeld: 2024-2025